# 23e unité de la garde maritime
Le 23e unité de la garde maritime (en ukrainien : 23-й загін морської охорони ; numéro d'unité militaire 1472) est une unité du service national des garde-frontières d'Ukraine. Depuis 2015, elle est engagée dans la guerre russo-ukrainienne.

## Historique
L'unité est chargée de la défense de la mer d'Azov et du détroit de Kertch et est formée une première fois le 1er avril 2014. Elle est engagée lors de la guerre du Donbass. Elle intègre un détachement de Kertchen qui existe depuis le 29 juillet 1994.
Le 18 mars 2014, le Service national des frontières de l'Ukraine commence à retirer les unités de gardes maritimes de Crimée pour les relocaliser vers Berdiansk, Zaporijjia et Marioupol.
En 2022, le détachement se déploie sur la ville de Bilhorod-Dnistrovskyï.

## Équipement

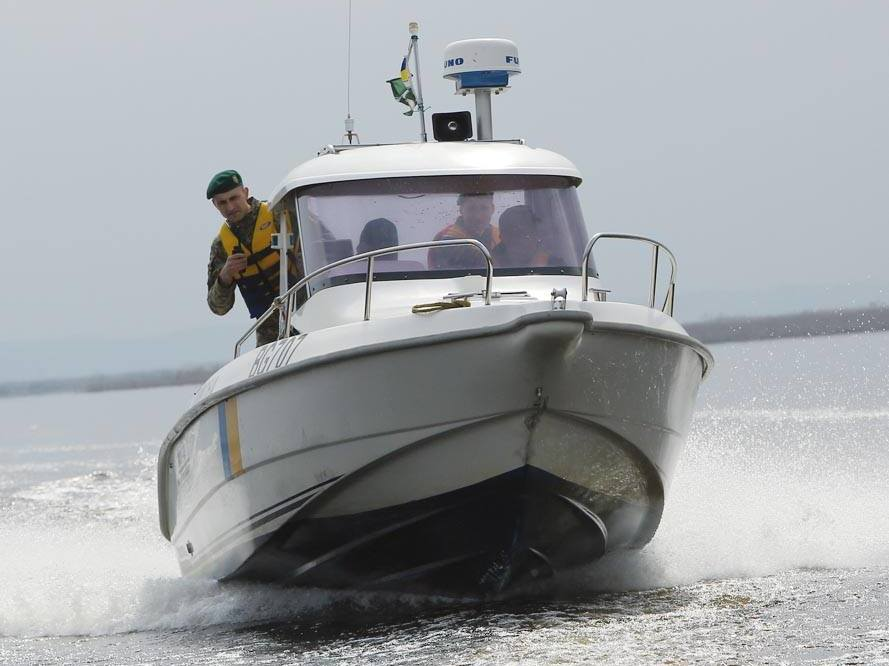
Gallia 640
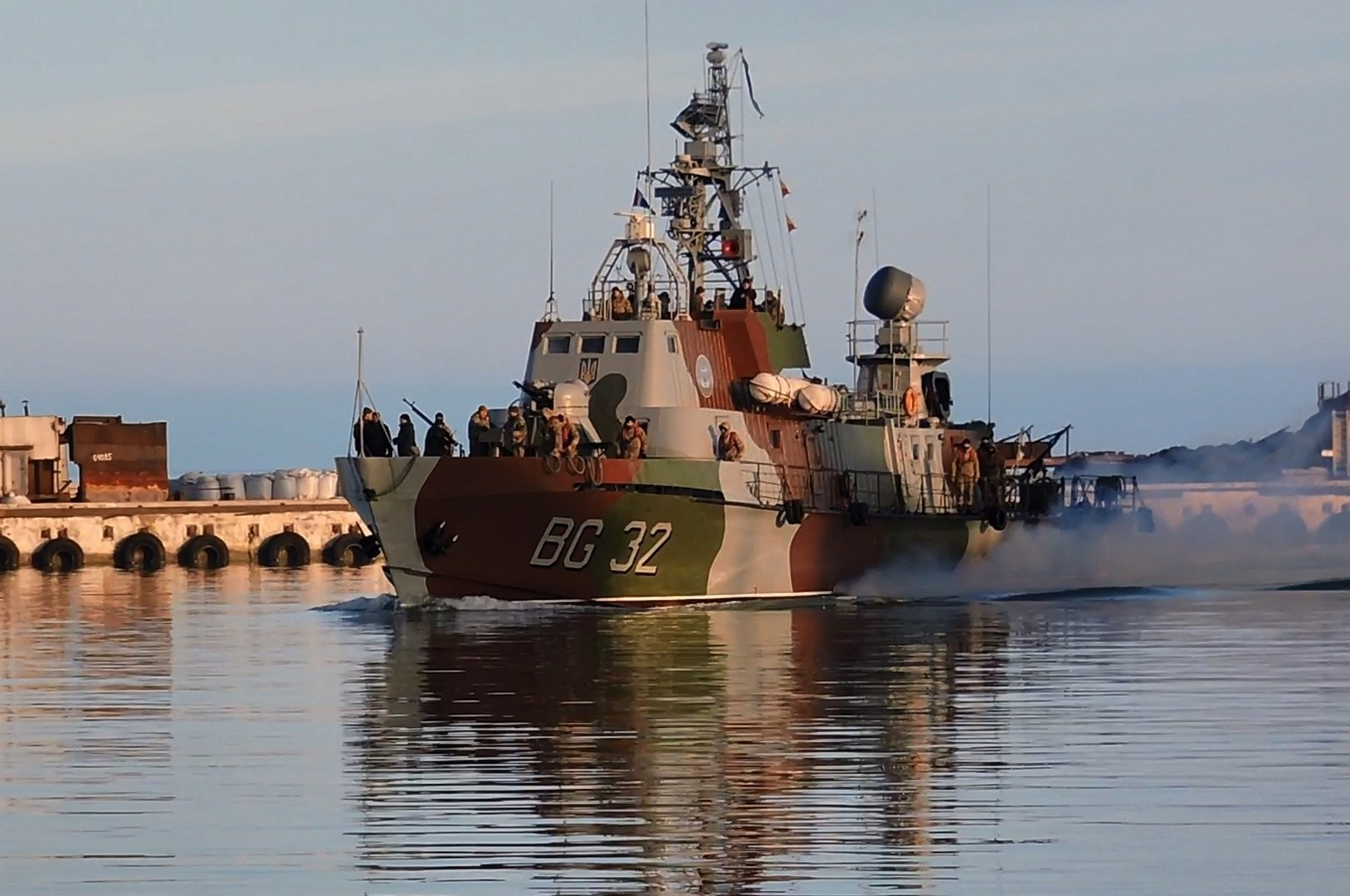
Le Donbass BG-32
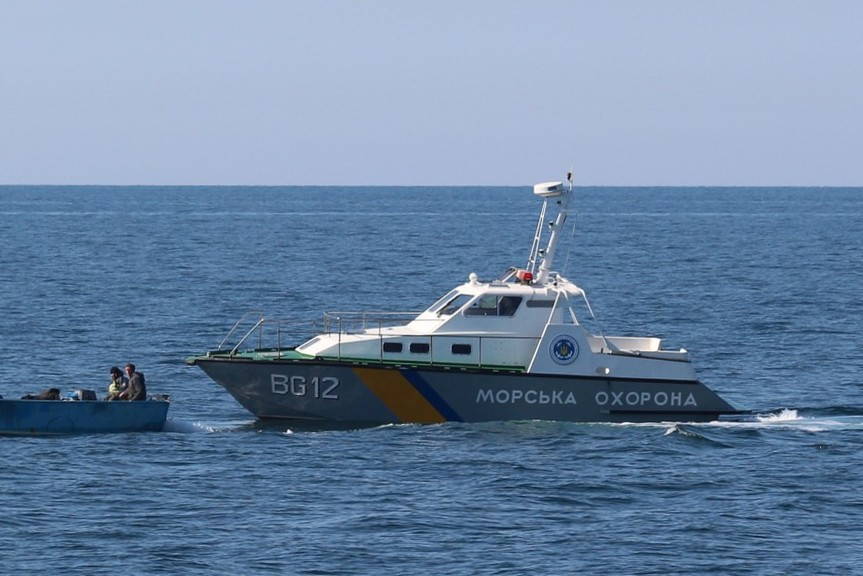
Kalkan,
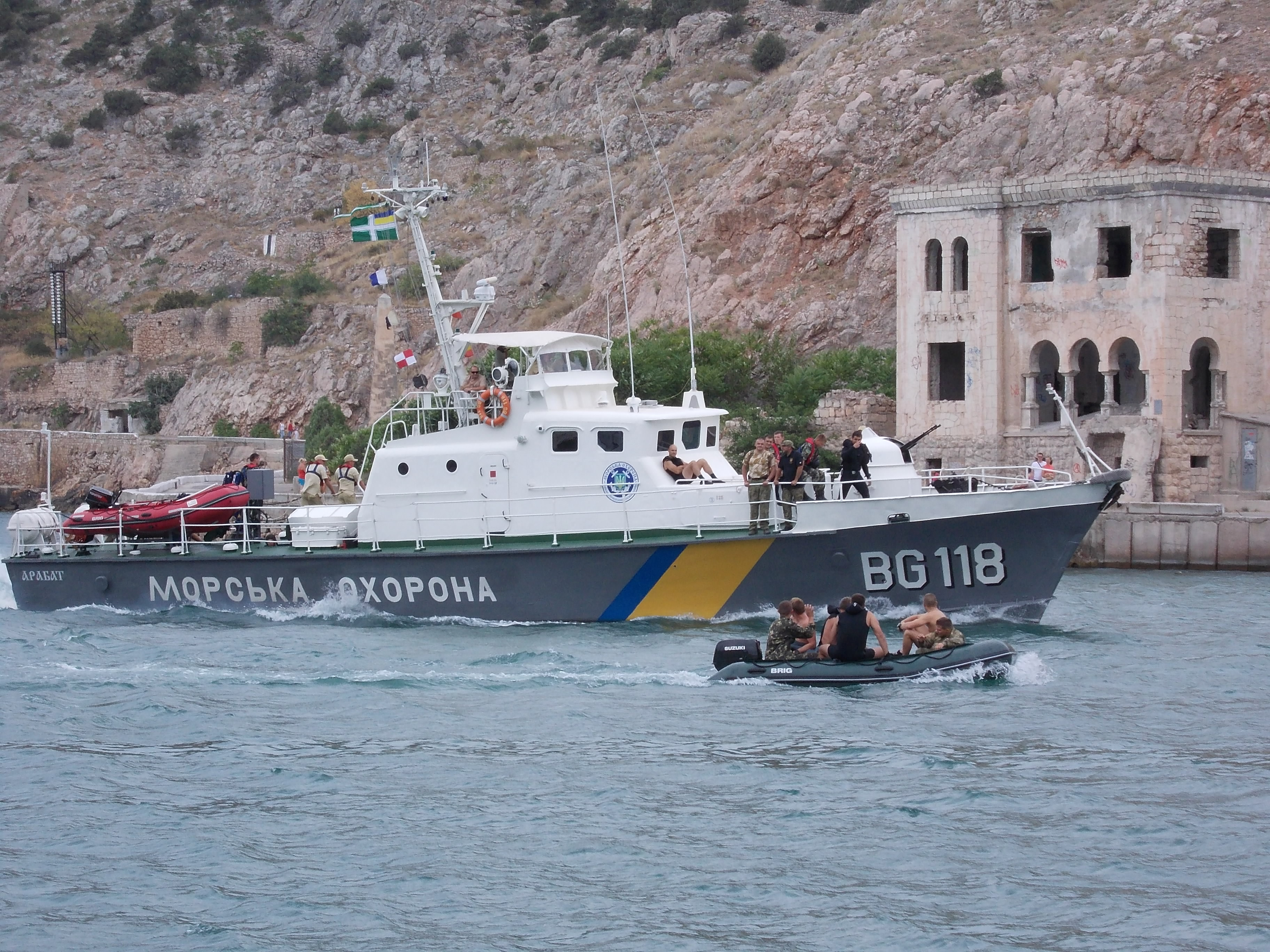
Garde côte Arabat
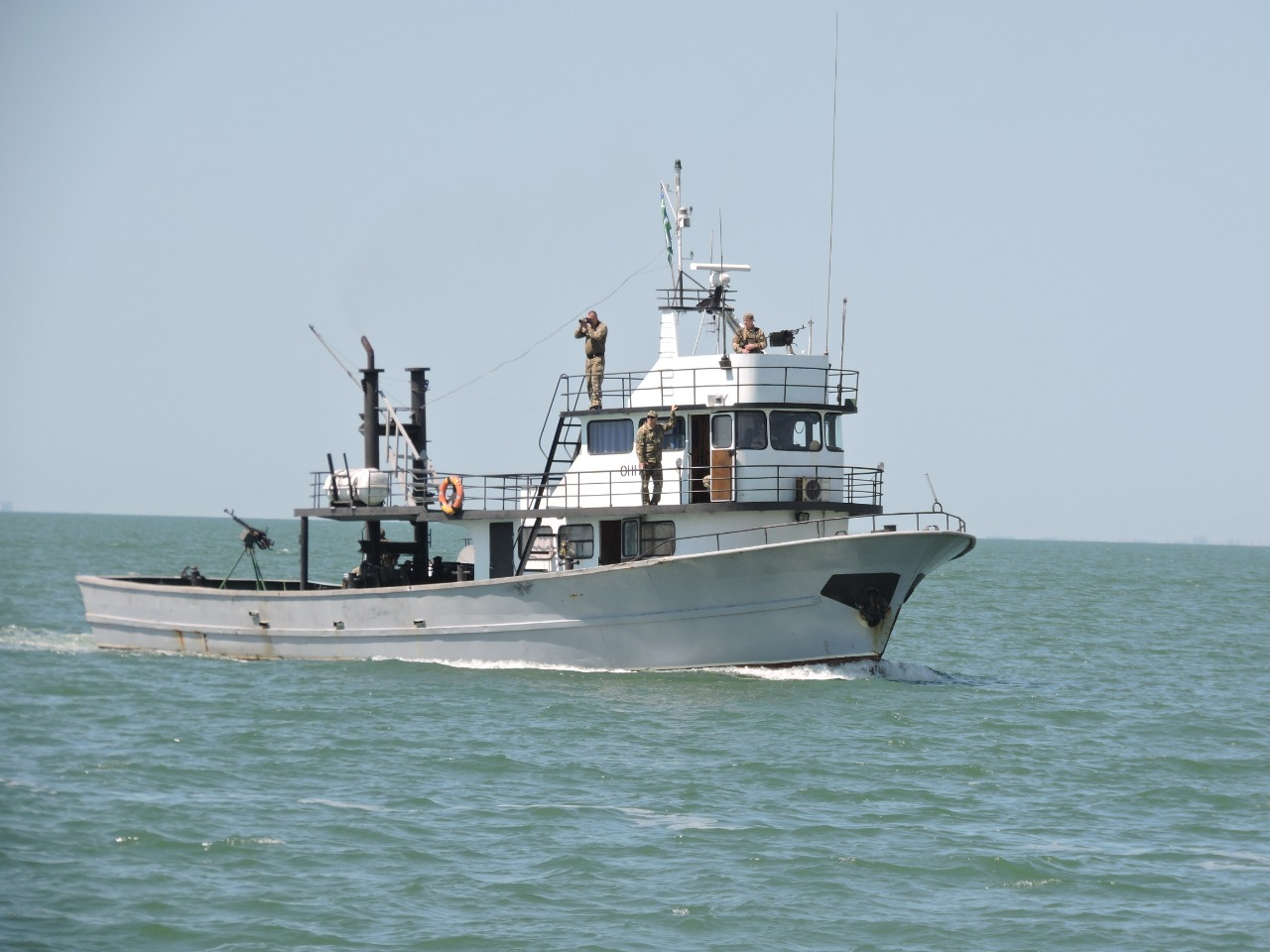
Navire de troisième rang Onyx (б/н BG-59)

- Navire de guerre 205P Donbass («Донбас») (b/n BG-32)[3]
- Goélette Onyx («Онікс») (b/n BG-59) Trophée (трофей)
- Navire du projet 1400М Griffe («Гриф»= (з б/н BG-105, BG-108, BG-110 «Любомир», BG-114, BG-118 «Арабат».
- Petites unités du projet 50030 Kalkan («Калкан») (b/n BG-303, BG-304, BG-305, BG-308, BG-309, BG-310, BG-311[4]).
- Petites unités : «Galia 640», «UMS-600», «UMS-1000[5],[6]» (б/н BG-22, BG-24, BG-25[7]).